# Ligue des champions de la CAF 2013
Navigation
Édition précédente Édition suivante
La Ligue des champions de la CAF 2013 est la 49e édition de la plus importante compétition africaine de clubs mettant aux prises les meilleures clubs de football du continent africain. Il s'agit également de la 17e édition sous la dénomination Ligue des champions. Le tirage au sort a eu lieu en décembre 2012. La compétition a débuté le 15 février 2013.

## Calendrier
Voici le calendrier officiel publié sur le site Internet de la CAF.
| Nom                                             | Tirage au sort | Match aller                       | Match retour                                      | Participants |
| ----------------------------------------------- | -------------- | --------------------------------- | ------------------------------------------------- | ------------ |
| Phase qualificative                             |                |                                   |                                                   |              |
| Tour préliminaire                               | 9 décembre     | 15-17 février                     | 1er-3 mars                                        | 48 → 24      |
| Premier tour                                    | 9 décembre     | 15-17 mars                        | 5-7 avril                                         | 24+8 → 16    |
| Deuxième tour                                   | 9 décembre     | 19-21 avril                       | 3-5 mai                                           | 16 → 8       |
| Phase de groupes                                |                |                                   |                                                   |              |
| Journées 1 et 5 Journées 2 et 6 Journées 3 et 4 | 14 mai         | 20-24 juillet 3-4 août 17-18 août | 14-15 septembre 21-22 septembre 31 août-1er sept. | 8 → 4        |
| Phase finale                                    |                |                                   |                                                   |              |
| Demi-finales                                    | 14 mai         | 5-6 octobre                       | 19-20 octobre                                     | 4 → 2        |
| Finale                                          | 14 mai         | 2 novembre                        | 10 novembre                                       | 2 → 1        |

## Primes monétaires
Les primes monétaires de l'édition 2013 sont distribués aux clubs terminant dans les 8 premiers, comme suit :
| Classement     | Club        | Fédération |
| -------------- | ----------- | ---------- |
| Vainqueur      | 1 425 000 $ | 75 000 $   |
| Finaliste      | 950 000 $   | 50 000 $   |
| Demi-finaliste | 665 000 $   | 35 000 $   |
| 3e du groupe   | 475 000 $   | 25 000 $   |
| 4e du groupe   | 380 000 $   | 20 000 $   |

## Participants
- Théoriquement, jusqu'à 56 fédérations membres de la CAF peuvent entrer dans la CAF Champions League 2013.
- Les 12 pays les mieux classés en fonction du Classement 5-Year de la CAF peuvent également inscrire 2 équipes par compétition. Pour la compétition de cette année, la Confédération africaine de football va utiliser Classement 5-Year de la CAF d'entre 2007 et 2011. En conséquence, 56 clubs ont pu entrer dans le tournoi.

Ci-dessous le schéma de qualification pour la compétition. Les nations sont affichées en fonction de leur Classement 5-Year de la CAF :
| Fédérations avec deux représentants (Classées 1-12) | Fédérations avec deux représentants (Classées 1-12) | Fédérations avec deux représentants (Classées 1-12) |
| Fédération                                          | Club                                                | Classement                                          |
| --------------------------------------------------- | --------------------------------------------------- | --------------------------------------------------- |
| Tunisie 1er - 100 pts                               | ES Tunis                                            | Champion de Tunisie 2011-2012                       |
| Tunisie 1er - 100 pts                               | CA Bizerte                                          | Vice-champion de Tunisie 2011-2012                  |
| Nigeria 2e - 70 pts                                 | Kano Pillars FC                                     | Champion du Nigeria 2012                            |
| Nigeria 2e - 70 pts                                 | Enugu Rangers                                       | Vice-champion du Nigeria 2012                       |
| Égypte 3e - 64 pts                                  | Al Ahly SC T                                        | Champion d'Égypte 2010-2011                         |
| Égypte 3e - 64 pts                                  | Zamalek SC                                          | Vice-champion d'Égypte 2010-2011                    |
| Maroc 4e - 62 pts                                   | MA Tétouan                                          | Champion du Maroc 2011-2012                         |
| Maroc 4e - 62 pts                                   | Fath US                                             | Vice-champion du Maroc 2011-2012                    |
| RD Congo 5e - 49 pts                                | TP Mazembe                                          | Champion de RD Congo 2012                           |
| RD Congo 5e - 49 pts                                | AS Vita Club                                        | Vice-champion de RD Congo 2012                      |
| Soudan 6e - 47 pts                                  | Al Hilal                                            | Champion du Soudan 2012                             |
| Soudan 6e - 47 pts                                  | Al Merreikh                                         | Vice-champion du Soudan 2012                        |
| Algérie 7e - 43 pts                                 | ES Sétif                                            | Champion d'Algérie 2011-2012                        |
| Algérie 7e - 43 pts                                 | JSM Béjaïa                                          | Vice-champion d'Algérie 2011-2012                   |
| Cameroun 8e - 19 pts                                | Union Douala                                        | Champion du Cameroun 2012                           |
| Cameroun 8e - 19 pts                                | Coton Sport FC                                      | Vice-champion du Cameroun 2012                      |
| Angola 9e - 18 pts                                  | Recreativo do Libolo                                | Champion d'Angola 2012                              |
| Angola 9e - 18 pts                                  | Primeiro de Agosto                                  | Vice-champion d'Angola 2012                         |
| Mali 10e - 16 pts                                   | Djoliba AC                                          | Champion du Mali 2012                               |
| Mali 10e - 16 pts                                   | Stade malien                                        | Vice-champion du Mali 2012                          |
| Zimbabwe 11e - 13 pts                               | Dynamos FC                                          | Champion du Zimbabwe 2012                           |
| Zimbabwe 11e - 13 pts                               | Highlanders FC (suspendu)                           | Vice-champion du Zimbabwe 2012                      |
| Côte d'Ivoire 12e - 11 pts                          | Séwé Sports                                         | Champion de Côte d'Ivoire 2012                      |
| Côte d'Ivoire 12e - 11 pts                          | AFAD Djékanou                                       | Vice-champion de Côte d'Ivoire 2012                 |

| Fédérations avec un seul représentant (Classées plus bas que la 12e place) | Fédérations avec un seul représentant (Classées plus bas que la 12e place) | Fédérations avec un seul représentant (Classées plus bas que la 12e place) |
| Fédération                                                                 | Club                                                                       | Classement                                                                 |
| -------------------------------------------------------------------------- | -------------------------------------------------------------------------- | -------------------------------------------------------------------------- |
| Libye 12e - 11 pts                                                         | Al Ittihad                                                                 | Champion de Libye 2009-2010                                                |
| Zambie 14e - 10 pts                                                        | Zanaco FC                                                                  | Champion de Zambie 2012                                                    |
| Niger 15e - 4 pts                                                          | Olympic FC                                                                 | Champion du Niger 2011-2012                                                |
| Ghana 16e - 2 pts                                                          | Asante Kotoko FC                                                           | Champion du Ghana 2011-2012                                                |
| Afrique du Sud 17e - 1 pt                                                  | Orlando Pirates FC                                                         | Champion d'Afrique du Sud 2011-2012                                        |
| Bénin                                                                      | ASPAC Cotonou                                                              | Champion du Bénin 2011-2012                                                |
| Botswana                                                                   | Mochudi Centre Chiefs                                                      | Champion du Botswana 2011-2012                                             |
| Burkina Faso                                                               | ASFA Yennenga                                                              | Champion du Burkina Faso 2012                                              |
| Burundi                                                                    | Vital'O FC                                                                 | Champion du Burundi 2011-2012                                              |
| Centrafrique                                                               | Olympic Real de Bangui                                                     | Champion de Centrafrique 2012                                              |
| Comores                                                                    | Djabal Club                                                                | Champion des Comores 2012                                                  |
| Congo                                                                      | AC Léopards                                                                | Champion du Congo 2012                                                     |
| Guinée équatoriale                                                         | CD Elá Nguema                                                              | Champion de Guinée équatoriale 2012                                        |
| Éthiopie                                                                   | Saint-George SA                                                            | Champion d'Éthiopie 2011-2012                                              |
| Gabon                                                                      | CF Mounana                                                                 | Champion du Gabon 2011-2012                                                |
| Gambie                                                                     | Real de Banjul FC                                                          | Champion de Gambie 2012                                                    |
| Guinée                                                                     | Horoya AC                                                                  | Champion de Guinée 2011-2012                                               |
| Kenya                                                                      | Tusker FC                                                                  | Champion du Kenya 2012                                                     |
| Lesotho                                                                    | Lesotho Correctional Services                                              | Champion du Lesotho 2011-2012                                              |
| Liberia                                                                    | LISCR FC                                                                   | Champion du Liberia 2012                                                   |
| Madagascar                                                                 | AS Adema                                                                   | Champion de Madagascar 2012                                                |
| Mozambique                                                                 | CD Maxaquene                                                               | Champion du Mozambique 2012                                                |
| Ouganda                                                                    | URA SC                                                                     | 3e du championnat d'Ouganda 2011-2012                                      |
| Rwanda                                                                     | APR FC                                                                     | Champion du Rwanda 2011-2012                                               |
| Sao Tomé-et-Principe                                                       | SC Príncipe                                                                | Champion de São Tomé et Principe 2012                                      |
| Sénégal                                                                    | Casa Sport                                                                 | Champion du Sénégal 2012                                                   |
| Seychelles                                                                 | Saint-Michel United                                                        | Champion des Seychelles 2012                                               |
| Sierra Leone                                                               | Diamond Stars FC                                                           | Championnat de Sierra Leone 2011-2012                                      |
| Swaziland                                                                  | Mbabane Swallows                                                           | Champion du Swaziland 2011-2012                                            |
| Tanzanie                                                                   | Simba SC                                                                   | Champion de Tanzanie 2011-2012                                             |
| Tchad                                                                      | Gazelle FC                                                                 | Champion du Tchad 2012                                                     |
| Togo                                                                       | Dynamic Togolais                                                           | Champion du Togo 2011-2012                                                 |
| Zanzibar                                                                   | Jamhuri FC                                                                 | Champion de Zanzibar 2012                                                  |

## Phase qualificative

### Tour préliminaire
Les huit meilleures équipes africaines sont exemptes lors de ce tour :
- ES Tunis
- Al Ahly SC
- TP Mazembe
- Al Merreikh
- Al Hilal
- ES Sétif
- Stade malien
- Djoliba AC

| Match | Équipe 1            | Résultat | Équipe 2               | Aller | Retour | Tab   |
| ----- | ------------------- | -------- | ---------------------- | ----- | ------ | ----- |
| 1     | Zamalek SC          | 7 - 0    | Gazelle FC             | 7 - 0 | 0 - 0  | -     |
| 2     | AS Vita Club        | 5 - 1    | Dynamic Togolais       | 3 - 0 | 2 - 1  | -     |
| 3     | Jamhuri FC          | 0 - 8    | Saint-George SA        | 0 - 3 | 0 - 5  | -     |
| 4     | CA Bizerte          | 2 - 1    | Al Ittihad             | 1 - 1 | 1 - 0  | -     |
| 5     | Dynamos FC          | 3 - 1    | Lesotho CS             | 3 - 0 | 0 - 1  | -     |
| 6     | Saint-Michel United | 1 - 7    | Tusker FC              | 1 - 4 | 0 - 3  | -     |
| 7     | Zanaco FC           | 3 - 2    | Mbabane Swallows       | 3 - 2 | 0 - 0  | -     |
| 8     | Orlando Pirates FC  | 9 - 0    | Djabal Club            | 5 - 0 | 4 - 0  | -     |
| 9     | CD Maxaquene        | 0 - 2    | Mochudi Centre Chiefs  | 0 - 1 | 0 - 1  | -     |
| 10    | APR FC              | 2 - 2E   | Vital'O FC             | 1 - 2 | 1 - 0  | -     |
| 11    | Enugu Rangers       | -        | SC Príncipe forfait    | -     | -      | -     |
| 12    | Simba SC            | 0 - 5    | Recreativo do Libolo   | 0 - 1 | 0 - 4  | -     |
| 13    | JSM Béjaïa          | 3 - 0    | Olympic FC             | 3 - 0 | 0 - 0  | -     |
| 14    | Asante Kotoko FC    | 8 - 0    | CD Elá Nguema          | 7 - 0 | 1 - 0  | -     |
| 15    | Primeiro de Agosto  | 4 - 3    | AS Adema               | 4 - 2 | 0 - 1  | -     |
| 16    | Fath US             | E2 - 2   | Real de Banjul FC      | 1 - 0 | 1 - 2  | -     |
| 17    | Union Douala        | 3 - 1    | LISCR FC               | 2 - 1 | 1 - 0  | -     |
| 18    | Horoya AC           | 0 - 3    | Séwé Sports            | 0 - 0 | 0 - 3  | -     |
| 19    | AFAD Djékanou       | 6 - 2    | Diamond Stars FC       | 5 - 1 | 1 - 1  | -     |
| 20    | Coton Sport FC      | 0 - 0    | URA SC                 | 0 - 0 | 0 - 0  | 4 - 3 |
| 21    | MA Tétouan          | 1 - 1    | Casa Sport             | 1 - 0 | 0 - 1  | 1 - 3 |
| 22    | Kano Pillars        | 5 - 1    | Olympic Real de Bangui | 5 - 1 | 0 - 0  | -     |
| 23    | AC Léopards         | 2 - 1    | CF Mounana             | 2 - 0 | 0 - 1  | -     |
| 24    | ASPAC Cotonou       | 2 - 2    | ASFA Yennenga          | 1 - 1 | 1 - 1  | 4 - 5 |

### Premier tour
| Match | Équipe 1              | Résultat | Équipe 2           | Aller | Retour |
| ----- | --------------------- | -------- | ------------------ | ----- | ------ |
| 1     | Zamalek SC            | 1 - 0    | AS Vita Club       | 1 - 0 | 0 - 0  |
| 2     | Saint-George SA       | 3 - 1    | Djoliba AC         | 2 - 0 | 1 - 1  |
| 3     | CA Bizerte            | 3 - 1    | Dynamos FC         | 3 - 0 | 0 - 1  |
| 4     | Tusker FC             | 1 - 4    | Al Ahly SC         | 1 - 2 | 0 - 2  |
| 5     | Zanaco FC             | 1 - 3    | Orlando Pirates FC | 0 - 1 | 1 - 2  |
| 6     | Mochudi Centre Chiefs | 0 - 7    | TP Mazembe         | 0 - 1 | 0 - 6  |
| 7     | Vital'O FC            | 0 - 2    | Enugu Rangers      | 0 - 0 | 0 - 2  |
| 8     | Recreativo do Libolo  | 4 - 2    | Al Merreikh        | 2 - 1 | 2 - 1  |
| 9     | JSM Béjaïa            | 1 - 1E   | Asante Kotoko FC   | 0 - 0 | 1 - 1  |
| 10    | Primeiro de Agosto    | 0 - 2    | ES Tunis           | 0 - 1 | 0 - 1  |
| 11    | Fath US               | 3 - 1    | Union Douala       | 3 - 0 | 0 - 1  |
| 12    | Séwé Sports           | 5 - 4    | Al Hilal           | 4 - 1 | 1 - 3  |
| 13    | AFAD Djékanou         | 1 - 3    | Coton Sport FC     | 0 - 1 | 1 - 2  |
| 14    | Casa Sport            | 1 - 4    | Stade malien       | 1 - 2 | 0 - 2  |
| 15    | Kano Pillars FC       | 4 - 4E   | AC Léopards        | 4 - 1 | 0 - 3  |
| 16    | ASFA Yennenga         | 4 - 5    | ES Sétif           | 2 - 1 | 2 - 4  |

### Deuxième tour
| Match | Équipe 1           | Résultat | Équipe 2             | Aller | Retour | Tab   |
| ----- | ------------------ | -------- | -------------------- | ----- | ------ | ----- |
| 1     | Zamalek SC         | 3 - 3E   | Saint-George SA      | 1 - 1 | 2 - 2  | -     |
| 2     | CA Bizerte         | 1 - 2    | Al Ahly SC           | 0 - 0 | 1 - 2  | -     |
| 3     | Orlando Pirates FC | 3 - 2    | TP Mazembe           | 3 - 1 | 0 - 1  | -     |
| 4     | Enugu Rangers      | 1 - 3    | Recreativo do Libolo | 0 - 0 | 1 - 3  | -     |
| 5     | JSM Béjaïa         | 0 - 1    | ES Tunis             | 0 - 0 | 0 - 1  | -     |
| 6     | Fath US            | 1 - 1E   | Séwé Sports          | 1 - 1 | 0 - 0  | -     |
| 7     | Coton Sport FC     | 3 - 0    | Stade malien         | 3 - 0 | 0 - 0  | -     |
| 8     | AC Léopards        | 4 - 4    | ES Sétif             | 3 - 1 | 1 - 3  | 5 - 4 |

## Phase de groupes
Le tirage au sort a eu lieu le 14 mai 2013 au Caire. Les deux meilleures équipes de chaque groupe se qualifieront pour les demi-finales.
| Chapeau 1                   | Chapeau 2                 | Chapeau 3                          | Chapeau 4                     |
| --------------------------- | ------------------------- | ---------------------------------- | ----------------------------- |
| Espérance sportive de Tunis | Coton Sport Football Club | Zamalek Sporting Club              | Orlando Pirates Football Club |
| Al Ahly Sporting Club       | Athlétic Club Léopards    | Clube Recreativo Desportivo Libolo | Séwé Sports de San-Pédro      |

### Groupe A
| Rang | Équipe             | Pts | J | G | N | P | Bp | Bc | Diff |  | Résultats (▼ dom., ► ext.) |     |     |     |     |
| ---- | ------------------ | --- | - | - | - | - | -- | -- | ---- |  | -------------------------- | --- | --- | --- | --- |
| 1    | Al Ahly SC         | 11  | 6 | 3 | 2 | 1 | 8  | 7  | +1   |  | Al Ahly SC                 |     | 0-3 | 4-2 | 2-1 |
| 2    | Orlando Pirates FC | 8   | 6 | 2 | 2 | 2 | 8  | 4  | +4   |  | Orlando Pirates FC         | 0-0 |     | 4-1 | 0-0 |
| 3    | Zamalek SC         | 7   | 6 | 2 | 1 | 3 | 10 | 12 | -2   |  | Zamalek SC                 | 1-1 | 2-1 |     | 4-1 |
| 4    | AC Léopards        | 7   | 6 | 2 | 1 | 3 | 4  | 7  | -3   |  | AC Léopards                | 0-1 | 1-0 | 1-0 |     |

### Groupe B
| Rang | Équipe               | Pts | J | G | N | P | Bp | Bc | Diff |  | Résultats (▼ dom., ► ext.) |     |     |     |     |
| ---- | -------------------- | --- | - | - | - | - | -- | -- | ---- |  | -------------------------- | --- | --- | --- | --- |
| 1    | ES Tunis             | 15  | 6 | 5 | 0 | 1 | 9  | 4  | +5   |  | ES Tunis                   |     | 2-0 | 1-0 | 3-2 |
| 2    | Coton Sport FC       | 8   | 6 | 2 | 2 | 2 | 5  | 6  | -1   |  | Coton Sport FC             | 1-2 |     | 1-0 | 2-1 |
| 3    | Séwé Sports          | 5   | 6 | 1 | 2 | 3 | 5  | 6  | -1   |  | Séwé Sports                | 0-1 | 0-0 |     | 3-1 |
| 4    | Recreativo do Libolo | 5   | 6 | 1 | 2 | 3 | 8  | 11 | -3   |  | Recreativo do Libolo       | 1-0 | 1-1 | 2-2 |     |

## Phase finale

### Demi-finales
| Équipe 1           | Résultat | Équipe 2   | Aller | Retour | Tab   |
| ------------------ | -------- | ---------- | ----- | ------ | ----- |
| Coton Sport FC     | 2 - 2    | Al Ahly SC | 1 - 1 | 1 - 1  | 6 - 7 |
| Orlando Pirates FC | 1 - 1E   | ES Tunis   | 0 - 0 | 1 - 1  | -     |

### Finale
| Aller                             | Orlando Pirates FC | 1 - 1 | Al Ahly SC    | Orlando Stadium, Johannesbourg |                             |
| 2 novembre 2013 20 h 30 UTC+01:00 | Matlaba 90+3e      |       | 14e Aboutrika | Arbitrage : Djamel Haimoudi    | Arbitrage : Djamel Haimoudi |
| 2 novembre 2013 20 h 30 UTC+01:00 | Rapport            |       |               | Arbitrage : Djamel Haimoudi    | Arbitrage : Djamel Haimoudi |

| Retour                             | Al Ahly SC                      | 2 - 0   | Orlando Pirates FC | Stade Osman Ahmed Osman, Le Caire |                            |
| 10 novembre 2013 18 h 00 UTC+01:00 | Aboutrika 54e · Abdel Zaher 83e |         |                    | Arbitrage : Bakary Gassama        | Arbitrage : Bakary Gassama |
| 10 novembre 2013 18 h 00 UTC+01:00 | Abdel-Fadil 31e, 85e            | Rapport |                    | Arbitrage : Bakary Gassama        | Arbitrage : Bakary Gassama |

### Tableau final
|  | Demi-finales    | Demi-finales    | Demi-finales    | Demi-finales    |            |            | Finale                                                       | Finale | Finale | Finale |
|  |                 |                 |                 |                 |            |            |                                                              |        |        |        |
|  |                 |                 |                 |                 |            |            | 2 novembre 2013 / 10 novembre 2013, Johannesbourg / Le Caire |        |        |        |
|  | Al Ahly SC      | Al Ahly SC      | 1               | 1tab            |            |            |                                                              |        |        |        |
|  | Al Ahly SC      | Al Ahly SC      | 1               | 1tab            |            |            |                                                              |        |        |        |
|  | Coton Sport FC  | Coton Sport FC  | 1               | 1               |            |            |                                                              |        |        |        |
|  | Coton Sport FC  | Coton Sport FC  | 1               | 1               | Al Ahly SC | Al Ahly SC | 1                                                            | 2      |        |        |
|  |                 |                 |                 |                 | Al Ahly SC | Al Ahly SC | 1                                                            | 2      |        |        |
|  |                 |                 | Orlando Pirates | Orlando Pirates | 1          | 0          |                                                              |        |        |        |
|  | ES Tunis        | ES Tunis        | Orlando Pirates | Orlando Pirates | 1          | 0          | 1                                                            | 1      |        |        |
|  | ES Tunis        | ES Tunis        |                 |                 |            |            |                                                              | 1      |        |        |
|  | Orlando Pirates | Orlando Pirates | 0               | 1E              |            |            |                                                              |        |        |        |
|  | Orlando Pirates | Orlando Pirates | 0               | 1E              |            |            |                                                              |        |        |        |

## Vainqueur
| Ligue des champions de la CAF Vainqueur 2013 |
| -------------------------------------------- |
| Al Ahly SC Huitième titre                    |

## Meilleurs buteurs
| Rang | Joueur               | Club               | Buts |
| ---- | -------------------- | ------------------ | ---- |
| 1    | Alexis Yougouda Kada | Coton Sport FC     | 7    |
| 2    | Ahmed Gaafar         | Zamalek SC         | 6    |
| 2    | Mamadou Soro         | AFAD Djékanou      | 6    |
| 4    | Mohamed Aboutrika    | Al Ahly SC         | 5    |
| 4    | Takesure Chinyama    | Orlando Pirates FC | 5    |
| 4    | Abdoulaye Cissé      | Zamalek SC         | 5    |
| 4    | Kévin Zougoula       | Séwé Sports        | 5    |